# 金度邑
金度邑（：／ Kim Do-eup，1964年7月4日—），大韓民國保守派政治人物，第19～21屆國會議員。